# Murder by Proxy
Pour plus de détails, voir Fiche technique et Distribution.
Murder by Proxy est un film américano-britannique réalisé par Terence Fisher, sorti en 1954 aux États-Unis et en 1955 au Royaume-Uni.

## Synopsis
Casey Morrow, un Américain, est en train de se saouler dans un night-club de Londres, lorsqu'il est approché par une jeune femme qui lui offre un verre. Casey lui dit qu'il n'a plus un sou, et lorsqu'ils quittent le club, elle lui propose de lui donner 500 livres s'il se marie avec elle.
Le lendemain matin, Casey se réveille dans le studio de Maggie Doone, et il est incapable de se rappeler ce qui est arrivé après qu'ils ont quitté le club. En sortant de chez Maggie, il voit les gros titres des journaux annonçant le meurtre de Darius Brunner et la disparition de sa fille Phyllis, dont il reconnaît la photo. Il va se retrouver suspecté de ce meurtre et va enquêter pour découvrir le ou la vrai-e coupable.

## Fiche technique
- Titre original : Murder by Proxy
- Titre américain : Blackout
- Réalisation : Terence Fisher
- Scénario : Richard H. Landau, d'après le roman Murder by Proxy d'Helen Nielsen
- Direction artistique : J. Helder Wills
- Costumes : Molly Arbuthnot, Ben Pearson (pour Belinda Lee)
- Photographie : Walter J. Harvey
- Son : William Salter, George Burgess
- Montage : Maurice Rootes
- Musique : Ivor Slaney
- Production : Michael Carreras
- Société de production :  Hammer Film Productions,  Lippert Pictures
- Société de distribution :  Exclusive Films,  Lippert Pictures
- Pays d'origine :  Royaume-Uni,  États-Unis
- Langue originale : anglais
- Format : Noir et blanc — 35 mm — 1,37:1 — son mono (RCA Sound System)
- Genre : Film dramatique,  Film policier, Film noir, Thriller
- Durée : 87 minutes
- Dates de sortie :
  - États-Unis : 19 mars 1954
  - Royaume-Uni : 28 mars 1955

## Distribution
- Dane Clark : Casey Morrow
- Belinda Lee : Phyllis Brunner
- Betty Ann Davies (en) : Alicia Brunner
- Eleanor Summerfield : Maggie Doone
- Andrew Osborn : Lance Gorden
- Harold Lang : Travis
- Michael Golden (en) : inspecteur Johnson
- Jill Melford : Miss Nardis
- Delphi Lawrence : Linda
- Alfie Bass : Ernie
- Cleo Laine : la chanteuse
- Alvys Maben : Lita Huntley
- Nora Gordon : la mère de Casey